# Wäschbach (Wiesbach)
Der Wäschbach ist ein knapp einen Kilometer langer Wald- und Wiesenbach im Östlichen Hintertaunus in der Gemarkung des Usinger Stadtteils Kransberg im hessischen Hochtaunuskreis, der von links und Westen in den Wiesbach mündet.

## Geographie

### Verlauf
Der Wäschbach beginnt an der Ostflanke einer 396 m ü. NN hohen Kuppe zwischen Usingen im Nordwesten und Pfaffenwiesbach im Südosten, auf der mehrere  Hügelgräber stehen. Er entspringt östlich des Jugendzeltplatzes Am Jungholz und östlich des Wehrheimer Waldkindergartens Wichtelland auf einer Höhe von etwa 330 m ü. NN Suhlen am Rande einer in das Waldgebiet eingebetteten Wiese. Auf Pfaffenwiesbacher Grund ist oberhalb der Suhlen ein Brunnen gefasst und mit einer Schwengelpumpe versehen. 2½ Meter östlich des Brunnens entwässert eine Quelle den Hang hinab. Im Waldrand besteht ein hier oben aufgegebener Weg, der auf seiner Nordseite über einen Graben verfügt, der das Wasser von der Quelle an der Schwengelpumpe aufnimmt und versickern lässt. Südlich und unterhalb des Waldwegs, im Übergang Wiese-Wald, fließt der Wäschbach, der mit dem Graben auf der Nordseite des Wegs nicht verbunden ist. Nach etwa 200 m verlässt der Bach den Waldrand und fließt in die Wiese hinein. Der Weg wechselt vom Waldrand an den Rand der Wiese. Diese hat am Lauf des Wäschbachs mehrere Bauminseln. Am Bach gedeihen Binsen oder Simsen. Etwa bei Fluss-km 0,3 wird das Wiesental durch den Weg begrenzt, der Bach wechselt durch einen Durchlass in ein Bruchwaldareal. An dessen südöstlichem Rand wird das Bachbett steinig. In Höhe der eingezäunten drei Fischteiche in einem Nadelwald liegen im Bett Quarzbrocken, die auf eine umfangreiche Quarzader hinweisen, zu der die Eschbacher Klippen gehören und die von einem im Usatal liegenden Werk noch heute ausgebeutet wird.
Wenige dam unterhalb der Teiche endet der Wald und der Wäschbach gelangt, dicht von Bäumen und Büschen bestanden und sich schlängelnd, in eine Wiesenlandschaft, die bis zum von Erlen gesäumten Wiesbach reicht. Längs durch die Wiesen ist die Kreisstraße K 728 zwischen Kransberg und Pfaffenwiesbach gebaut worden. Der Bach unterquert sie in einem Durchlass.
Die Mündung in den von Süden, aus dem nahen Pfaffenwiesbach, kommenden Wiesbach erfolgt auf einer Höhe von etwa 270 m ü. NN von links und Westen.

Separater Abfluss von der Quelle an der Schwengelpumpe auf Pfaffenwiesbacher Grund
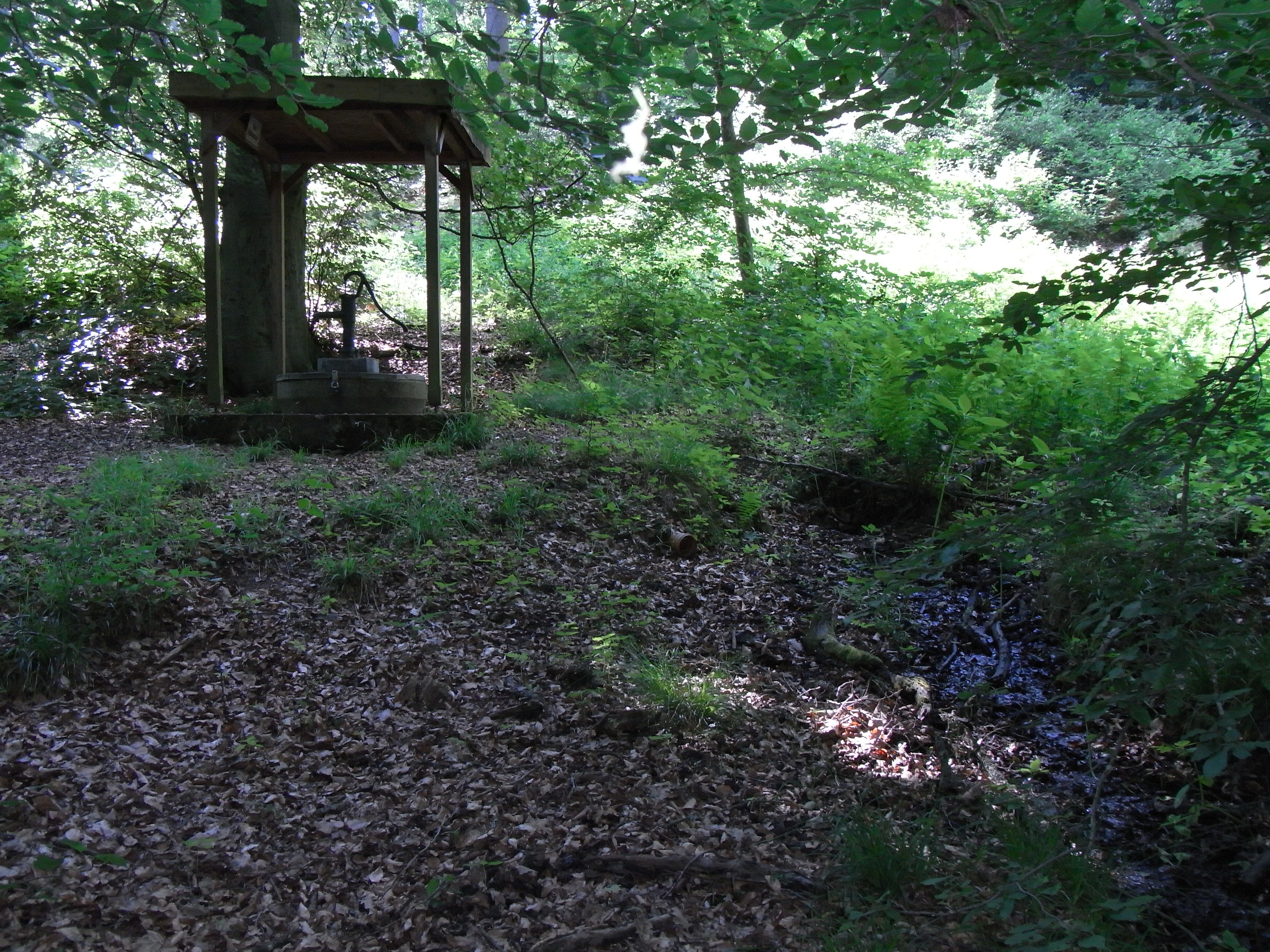
Die Schwengelpumpe oben in Pfaffenwiesbach
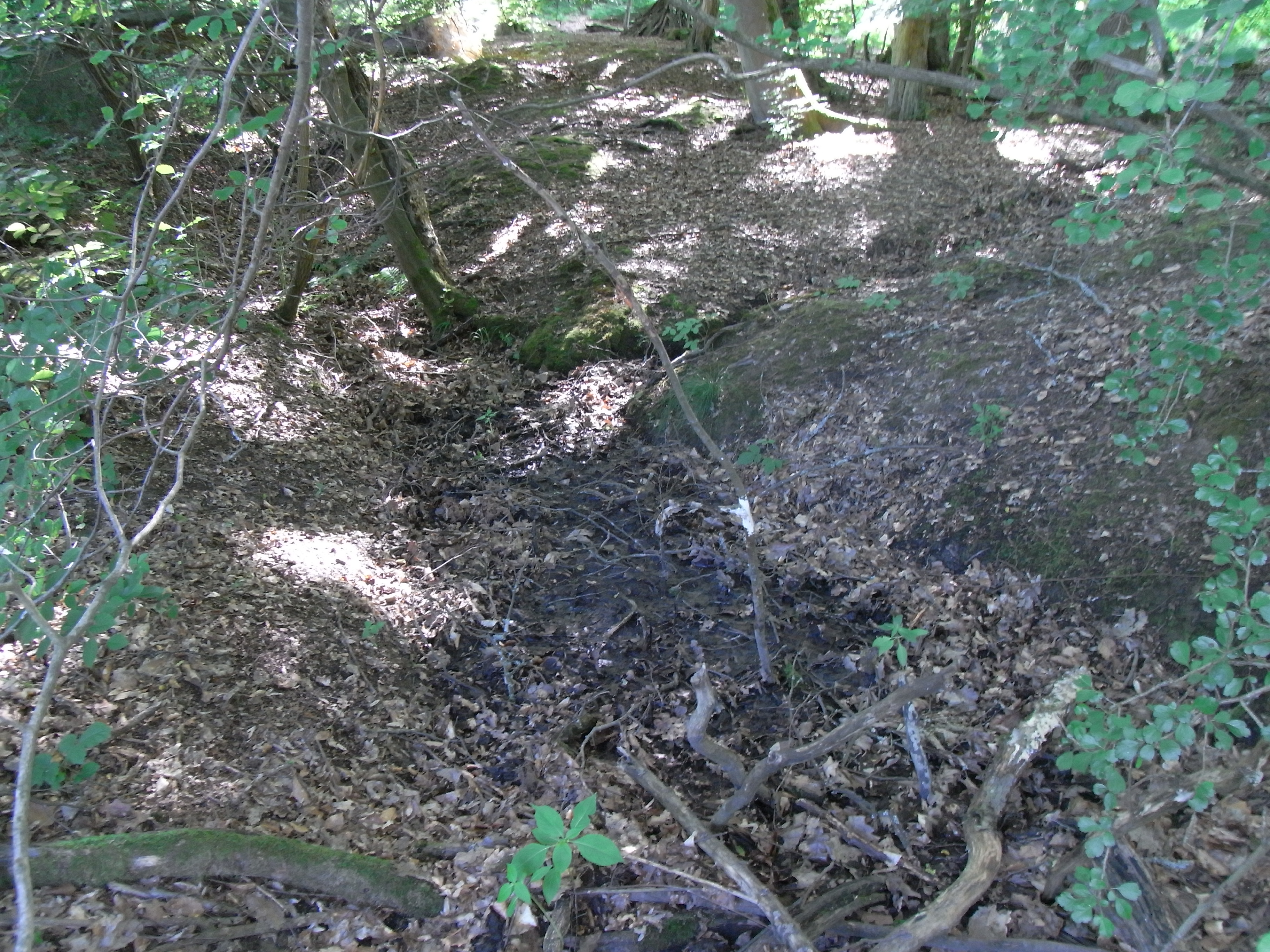
Abfluss in einen eigenen Graben am Weg
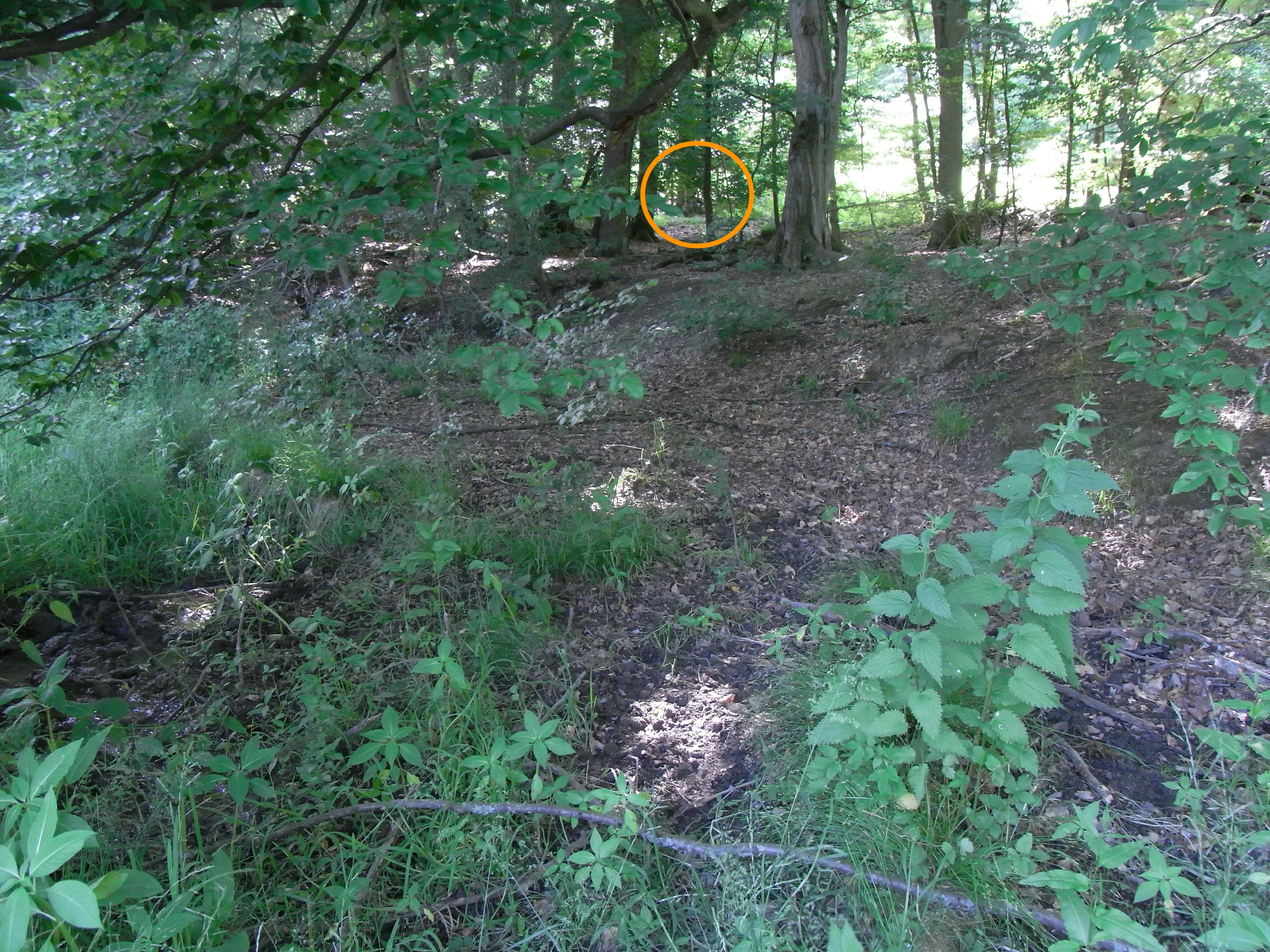
Gesamte Ansicht von der Quelle bis zum Weg
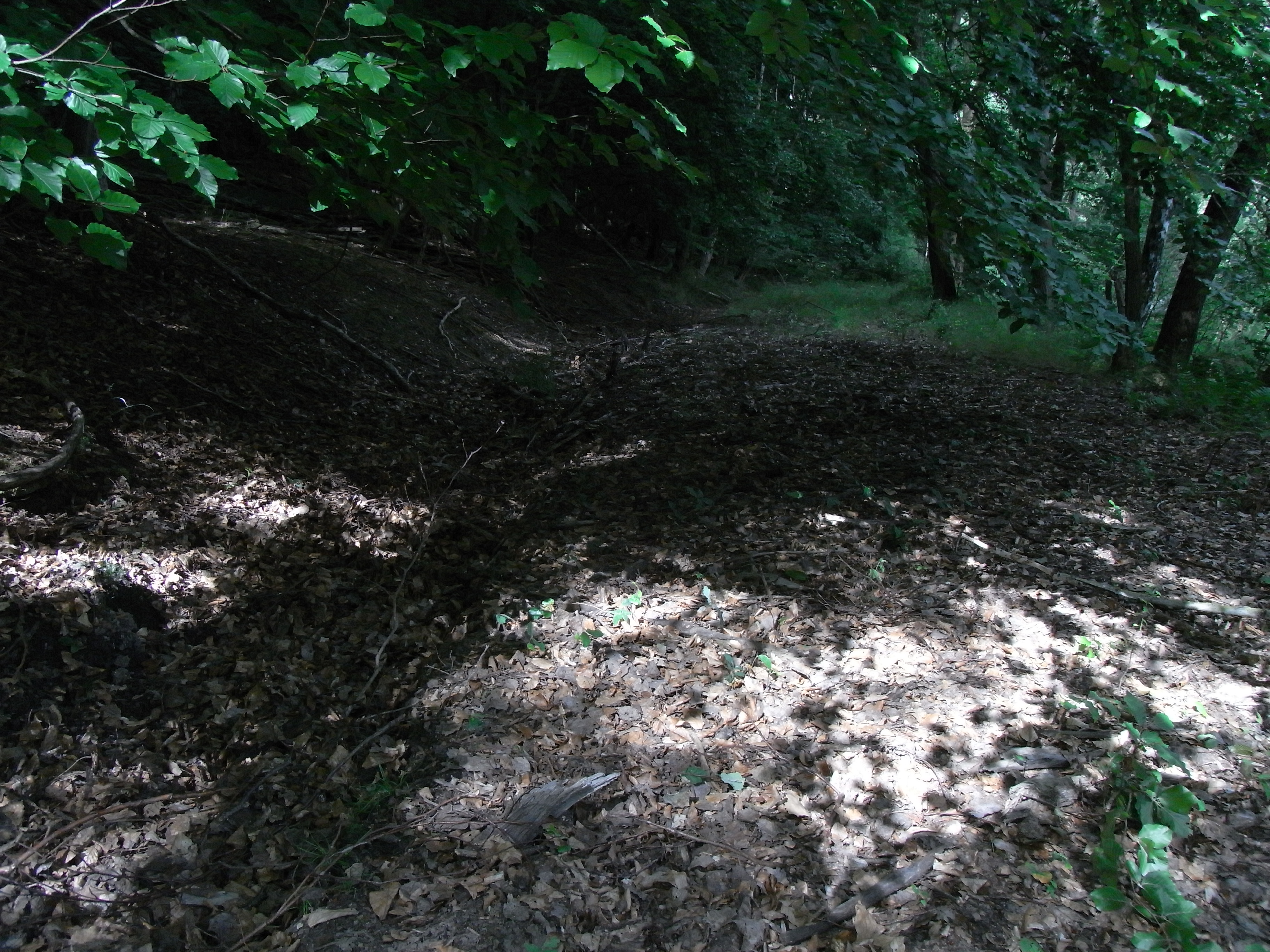
Darunter separater Abflussgraben am Weg

Ansichten vom Wäschbach und seinem Wiesental
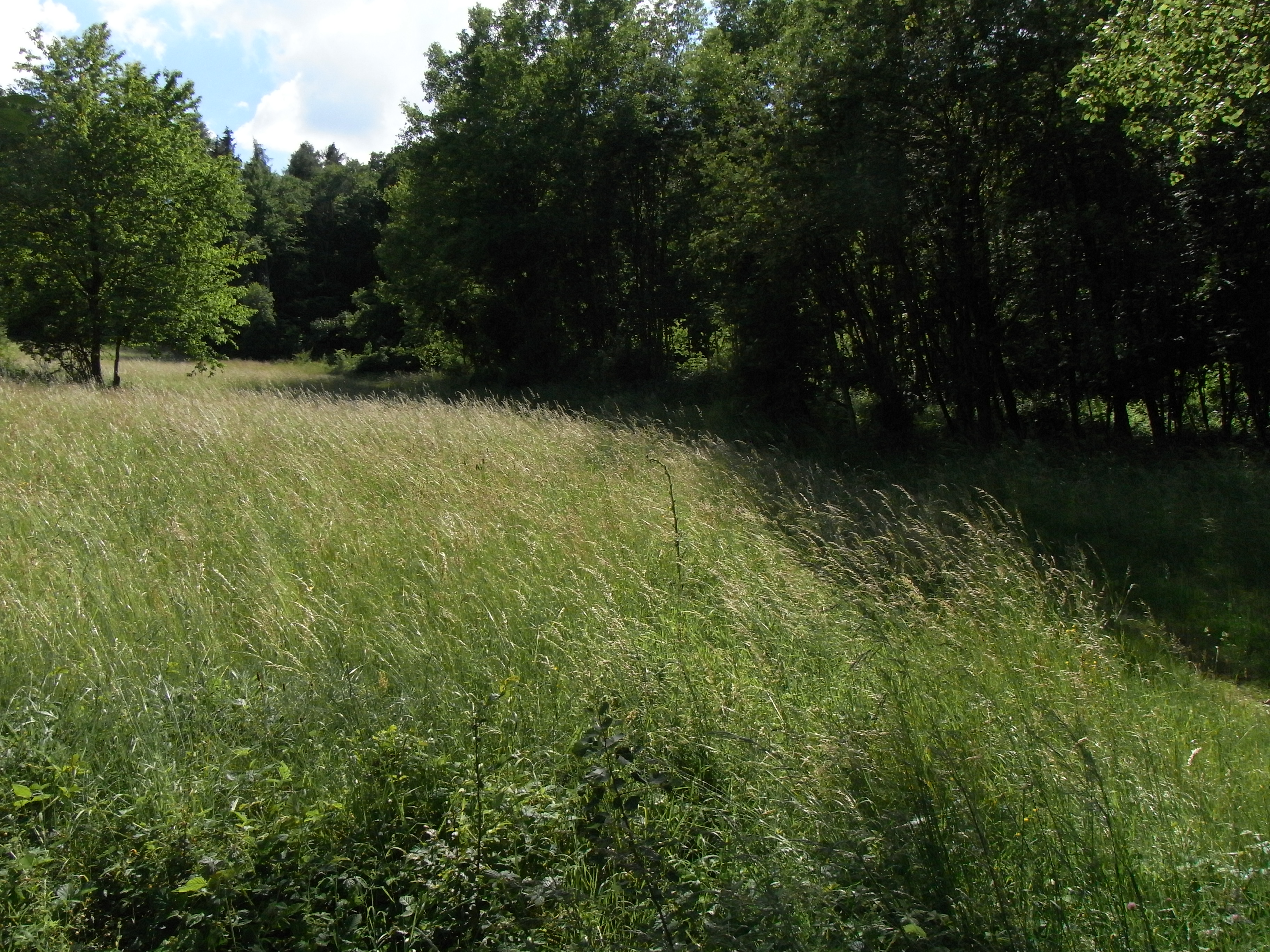
Versteck für die Quellen unter Waldkindergarten
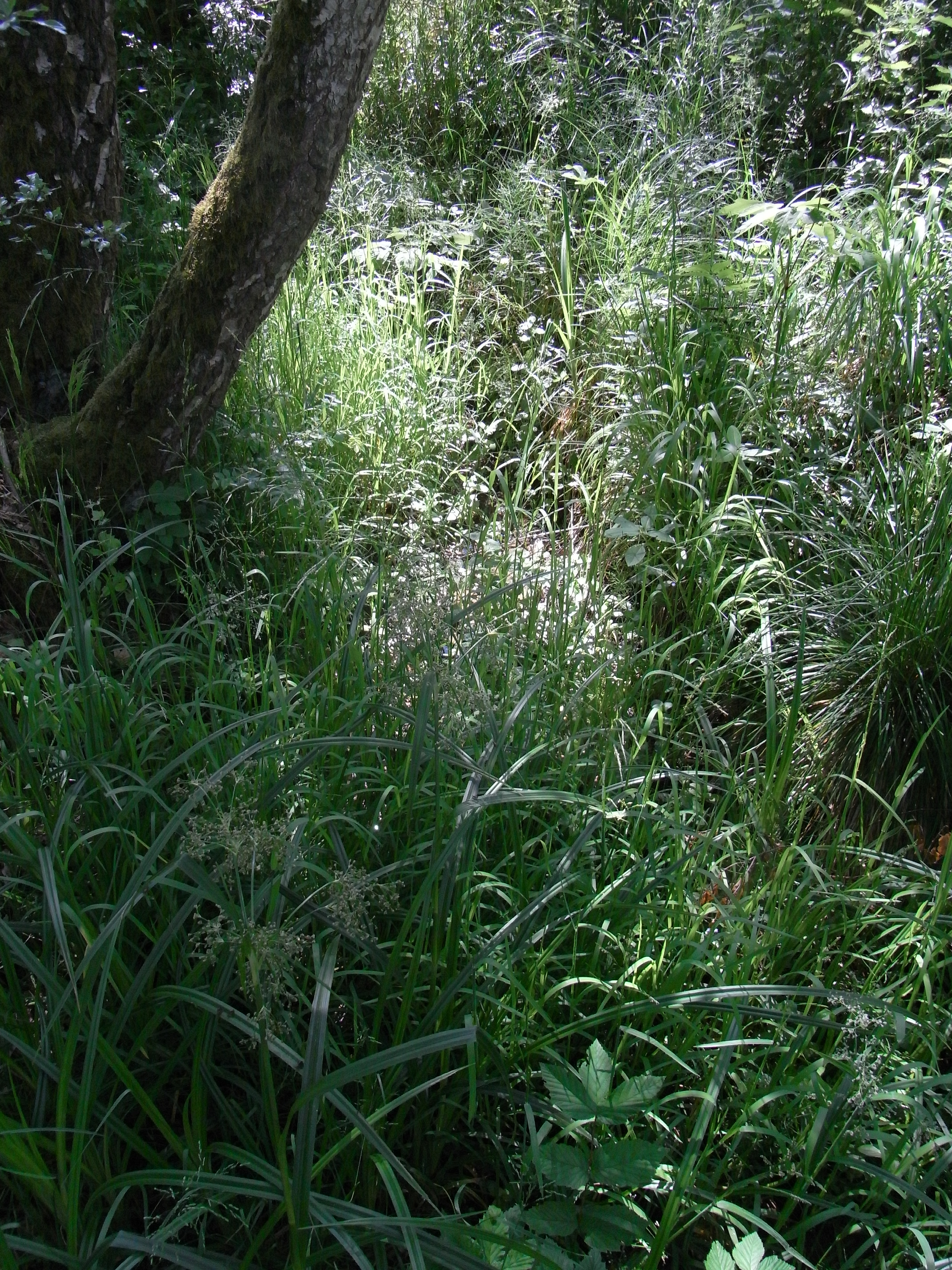
An der unteren Bauminsel in der Wiese
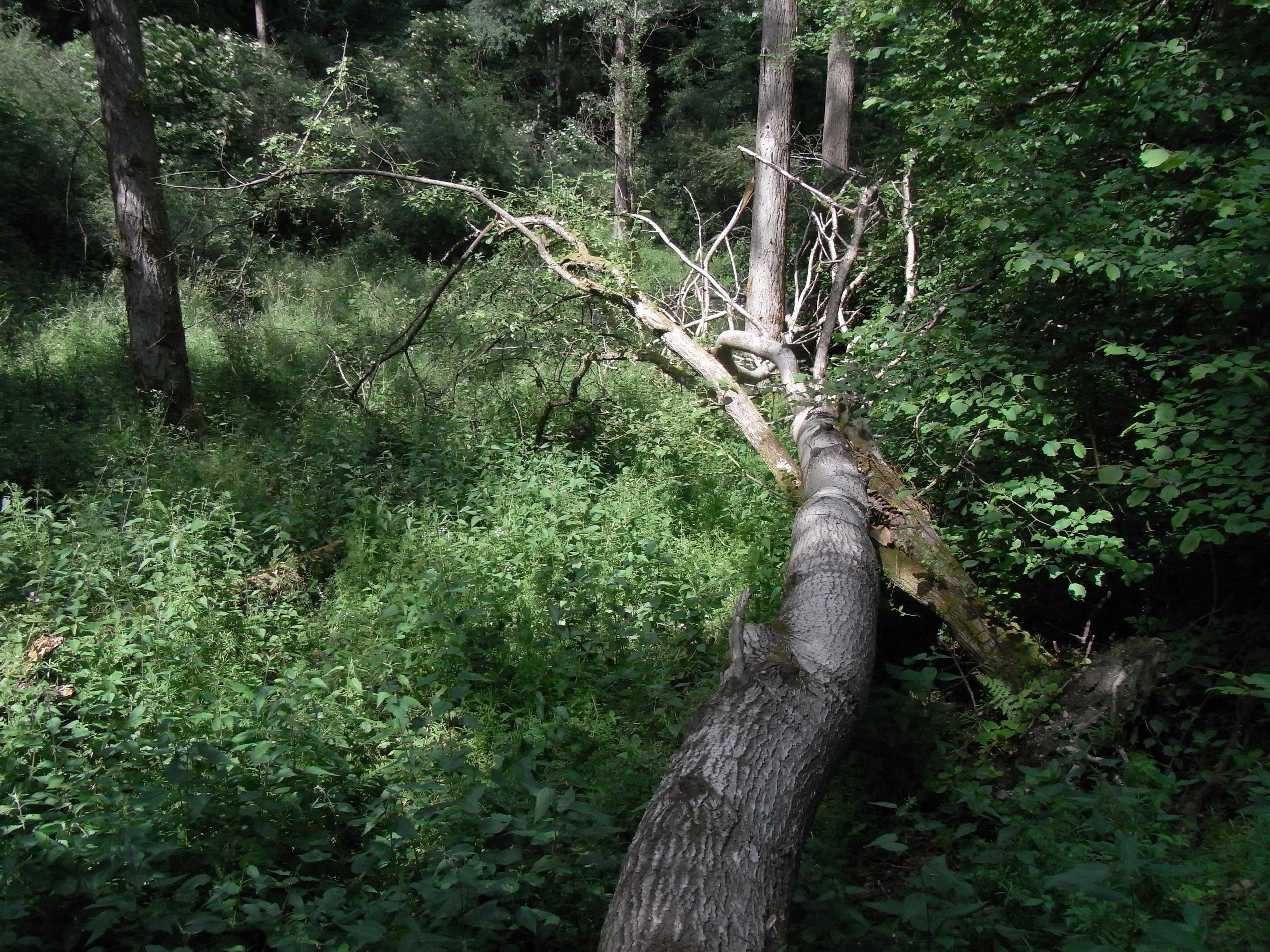
Bruchwald oberhalb der Fischteiche
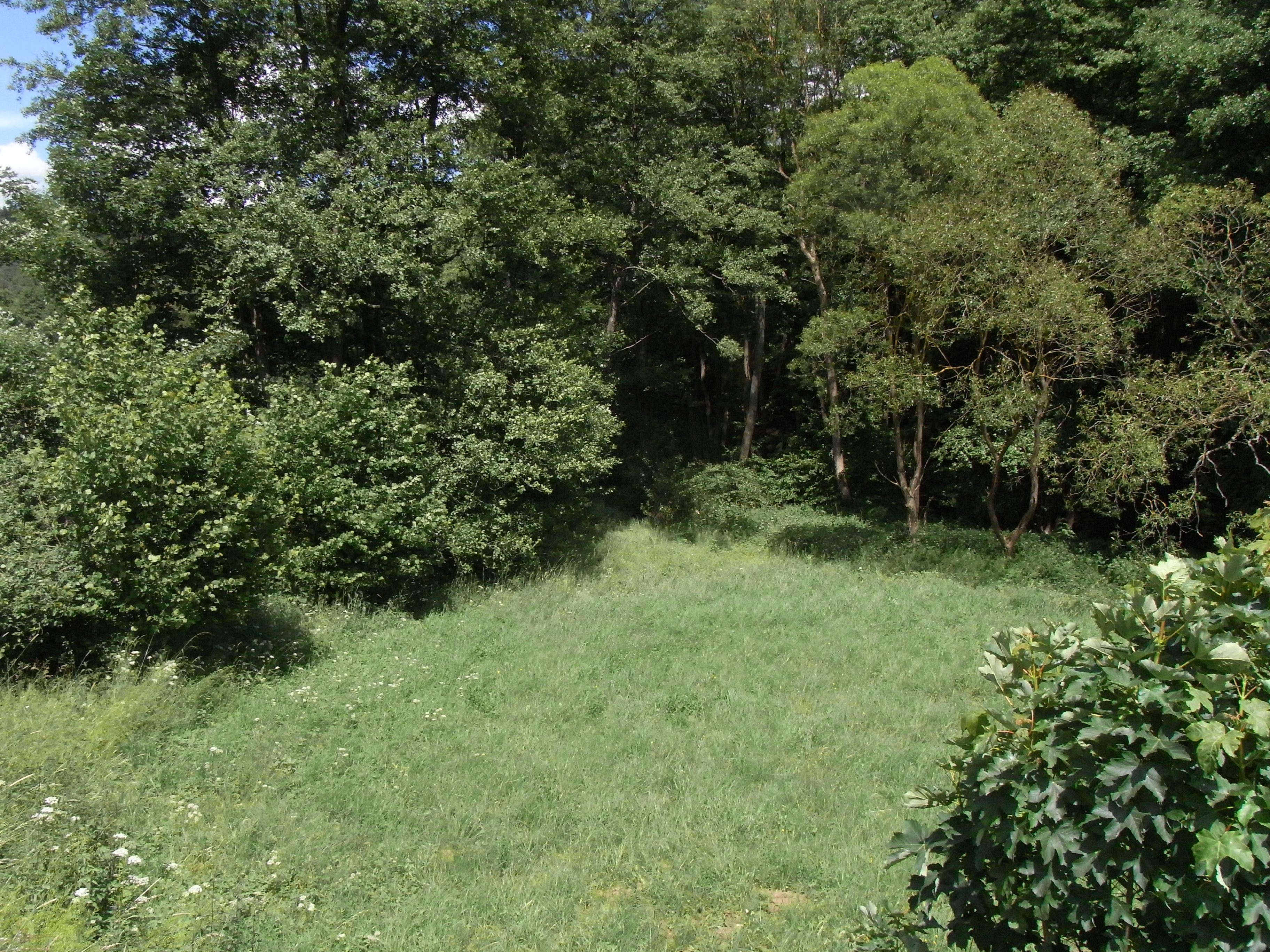
Wiese bei der Mündung in Wiesbach (hinten)

### Flusssystem Usa
- Fließgewässer im Flusssystem Usa